# Numismatische Arbeitsstelle
Im Jahr 1972 wurden die numismatischen Bestände und Ressourcen der Universität Tübingen zu einer Numismatischen Arbeitsstelle zusammengefasst und sind seitdem dem Institut für Klassische Archäologie angegliedert. Darüber hinaus verfügt Tübingen mit der Sammlung antiker und moderner Münzen und Medaillen über eine bedeutende Lehrsammlung. Ein besonderes Merkmal der antiken Numismatik in Tübingen stellt die institutionelle Verknüpfung von Numismatischer Arbeitsstelle, Klassischer Archäologie und Universitätsmünzsammlung in Lehre und Forschung dar.

## Geschichte
Begründet wurde die Tübinger Münzsammlung 1798 durch die testamentarische Schenkung des über 4500 Stücke umfassenden Münzkabinetts des Stuttgarter Regierungsrates, auch Lehens- und Wechselgerichtssekretärs, Carl Sigmund Tux (1715–1798) an die Universität Tübingen. Die ursprüngliche Sammlung von Carl Sigmund Tux verkörperte das typische Kuriositätenkabinett eines Hofgelehrten der Barockzeit; sie umfasste Bücher, Mineralien, Münzen und Antiquitäten, darunter der nachmals berühmte Tübinger Waffenläufer. Der Grundstock der Sammlung wurde bereits durch Tuxens Vater Friedrich in der ersten Hälfte des 18. Jahrhunderts in Schlesien zusammengetragen. Der Sohn übernahm die Sammlung Mitte des Jahrhunderts und vermehrte sie nach Möglichkeiten, so etwa durch Ankauf von antiken und neuzeitlichen Münzen in Paris, Rom und Siena und durch Geschenke von römischen Fundmünzen aus Altwürttemberg.
Im Verlauf des 19. Jahrhunderts wurde die Sammlung in Tübingen durch Ankäufe und Stiftungen von antiken und neuzeitlichen Münzen kontinuierlich erweitert. Einen besonderen Schwerpunkt in neuzeitlicher Numismatik bildeten früh die altwürttembergischen Münzen und Medaillen aus der Sammlung Christian Binder (1775–1840). Die trotz ihres verhältnismäßig großen Umfangs qualitativ noch immer mittelmäßige Münzsammlung antiker Münzen gewann erst 1888 plötzlich an Format und Bedeutung. Völlig unerwartet vermachte Obermedizinalrat Karl von Schäffer (1808–1888), ehemaliger Direktor der Irrenanstalt von Zwiefalten, testamentarisch rund 3000 meist aus dem europäischen Münzhandel erworbene hochwertige Münzen und Medaillen seiner Alma Mater. Der Erwerb der Sammlung galvanoplatischer Münznachbildungen des British Museum und der Ankauf der Elektrotypen der Königlichen Münchner Sammlung im Jahre 1904 als Lehr- und Studienbehelfe unterstreichen die numismatische Schwerpunktbildung in Tübingen ab Ende des 19. Jahrhunderts. Die Tübinger Sammlungsbestände antiker Münzen mit lokaler Provenienz bildeten auch den Anstoß zur wegweisenden Arbeit Funde antiker Münzen im Königreich Württemberg von Wilhelm Nestle im Jahre 1893.
Im Jahr 1972 wurde die numismatische Arbeitsstelle für Forschung (wissenschaftliche Erschließung der Sammlung) und Lehre begründet. Im Rahmen der fachlichen Betreuung der Münzsammlung entstanden von 1981 bis 1998 sechs Hefte der Reihe Sylloge Nummorum Graecorum, wissenschaftliches Nachschlagewerk und zugleich Bestandsdokumentation, wodurch knapp 4800 Münzen von Spanien bis Kleinasien erfasst wurden.

### Leiter der Numismatischen Arbeitsstelle
- 1972–1999: Dietrich Mannsperger
- 2000–2010: Reinhard Wolters
- 2010–2012: Stelle vakant, vertreten durch Dietrich Mannsperger und Friedrich Burrer
- seit 2012: Stefan Krmnicek

## Sammlung
Mit über 20.000 Objekten zählt die Tübinger Münzsammlung zu den wichtigsten Universitätssammlungen in Deutschland; mit einer Geschichte von über 200 Jahren ist sie auch eine der ältesten. Schwerpunkt sind die Münzen der Antike mit ca. 8.000 griechischen und rund 6.000 römischen Münzen. Hinzu kommen ca. 2.000 mittelalterliche und neuzeitliche Münzen, rund 3.000 Medaillen sowie weitere numismatische Objekte, wie Galvanos, Gipsabgüsse etc. Die Prunkstücke der Tübinger Sammlung sind stets in der Dauerausstellung im Museum der Universität Tübingen MUT auf Schloss Hohentübingen öffentlich zu besichtigen. Darüber hinaus ist eine thematische Auswahl an Münzen regelmäßig Teil verschiedener Sonderausstellungen. Die Tübinger Sammlung nimmt unter den Universitätsmünzsammlungen bundesweit überdies eine Sonderstellung ein, als sie nicht nur in Lehre und Forschung aktiv benutzt wird und in großen Teilen publiziert ist, sondern obendrein eine kontinuierliche Fachbetreuung der Sammlungsbestände durch die dem Institut für Klassische Archäologie angeschlossene Numismatische Arbeitsstelle gesichert ist.

## Forschung
Die institutionelle Verbindung mit der Archäologie sowie der Universitätssammlung antiker Münzen ist ein besonderes Merkmal der Tübinger Numismatik und findet ihren Niederschlag in Forschung und Lehre: Der Schwerpunkt der in Tübingen betriebenen Numismatik liegt in der Erforschung der Funktion und Bedeutung von Münze und Geld in der griechisch-römischen Welt unter besonderer Berücksichtigung eines archäologisch geprägten kulturwissenschaftlichen Ansatzes. Gemeinsam mit der Numismatischen Arbeitsstelle am Institut für Klassische Archäologie und der Forschungsstelle für islamische Numismatik verfügt die Universität Tübingen über ein auch im internationalen Rahmen herausragendes Alleinstellungsmerkmal in numismatischer Forschung. Als Teil der archäologischen Bereichsbibliothek verfügt die Numismatische Arbeitsstelle über eine umfangreiche Numismatische Fachbibliothek und eine Spezialsammlung von Auktionskatalogen aus dem internationalen Münzhandel. Durch die Fachbesetzung des Tübinger Numismatikers in Personalunion als Kurator der Münzsammlung und Leiter der Numismatischen Arbeitsstelle am Institut für Klassische Archäologie erfolgt in Tübingen überdies die Verknüpfung von universitärer Lehre und Forschung mit der musealen Vermittlung für ein breiteres Publikum in Form von Ausstellungen und Begleitbroschüren.

## Lehre
Mit dem im Wintersemester 2007/08 aufgenommenen BA- und MA-Studiengängen ist in Tübingen die antike Numismatik fester Bestandteil der Ausbildung in Klassischer Archäologie: Für den BA- und MA-Studiengang sind numismatische Module mit Vorlesung und Hauptseminar verpflichtend zu absolvieren. Offen stehen diese Module auch Studierenden anderer Fächer im Rahmen bestehender Import-Regelungen. Numismatische Abschlussarbeiten sind im BA- und MA-Studiengang sowie als Promotion möglich.